# Еврославизм
Еврославизм — это политическая стратегия, в рамках которой всем славянским странам предлагается объединиться для совместного решения проблем при поддержке Европейского союза и ориентации на него, отстаивании в нём своих интересов. При этом, каждая славянская страна самостоятельно решает, вступать ли ей в Евросоюз или оставаться независимой. Предлагается также содействовать процессу межкультурного диалога при отсутствии доминирования со стороны славянских или европейских стран.
Данное движение набрало популярность среди славяноязычных стран в 2000-х гг. как реакция на распад социалистического блока, который повлёк за собой необходимость поиска новых союзников, одним из вариантов которых стал Евросоюз. При этом, подчёркивалось, что славянские страны должны объединиться для сотрудничества с ним, включая Российскую Федерацию, при этом последняя не должна доминировать в этом союзе. Кроме того, в рамках данной стратегии большое внимание уделяется именно отношениям между РФ и ЕС. В качестве одного из действенных принципов международных отношений предлагается выстраивать их прагматично, при этом обе стороны должны признавать друг друга в качестве стратегических партнёров без какой-либо гегемонии с обеих сторон.
Единение славянских стран в их сотрудничестве с Европой и восприятии европейского опыта возможно за счёт родственности языков и культуры, исторического прошлого, а также для уравновешивания отношений с западноевропейскими странами. Однако важнейшим принципом славяно-европейских отношений должен стать их суверенитет, причём как внешний, так и внутри этого славянского общества у каждой отдельной страны, недопущение полного культурного слияния с кем бы то ни было, а также сохранение равноправных взаимоотношений. Объединение славянских стран, таким образом, не должно привести к формированию полноценного политического блока, где будут размыты национальные границы.